# Matthäus Hummel
Matthäus Hummel von Villingen, Ritter „im Bach“,  (* 21. September 1425 in Villingen; † 10. Dezember 1477) war Gründungsrektor der Albert-Ludwigs-Universität Freiburg.
Hummel trat 1441 ein Studium an der Ruprecht-Karls-Universität Heidelberg an und erwarb 1443 den akademischen Grad eines Bakkalaureat und 1446 den eines Magister artium. Daran schloss er eine Tätigkeit in der Artistenfakultät an. In den nachfolgenden Jahren betrieb er zudem Studien des Kanonischen Rechts und der Medizin. 1454 zog er nach Italien, an die Universität Pavia, wo er zum Doktor des Kirchenrechts promovierte, ehe er 1455 nach Heidelberg zurückkehrte. Nun widmete er sich auf Anregung Erzherzog Albrechts von Österreich zusammen mit Thüring von Hallwyl der Gründung der Universität in Freiburg im Breisgau, die am 24. April 1460 feierlich den Lehrbetrieb aufnahm. Matthäus Hummel wurde der erste Rektor und wählte zum Thema der lateinischen Eröffnungsrede den Spruch Salomons (9.1): Sapientia aedificavit sibi domum et excidit in ea columnas septem (Die hohe Weisheit hat ein Haus sich erbauet, hat ihrer Pfeiler ausgehaun sieben). In der Folge wurde er noch dreimal zum Rektor gewählt. Neben der Eröffnungsrede ist auch eine im Jahre 1463 von ihm gehaltene Rektoratsrede erhalten. Als Professor nahm er in Freiburg den Lehrstuhl für Medizin ein. Hummel verfasste in seinen letzten Lebensmonaten eine kursorische Autobiographie (ed. in Rexroth 1993, S. 179–183).